# آمریکایی‌ها
آمریکایی‌ها (به انگلیسی: Americans) یا مردم آمریکا (به انگلیسی: American people) به اهالی کشور ایالات متحده آمریکا اعم از بومی و دارندگان شهروندی این کشور گفته می‌شود. آمریکایی‌ها بر پایه شهروندی طبقه‌بندی می‌شوند در صورتی که از قومیت‌ها و ملیت‌های مختلفی تشکیل شده‌اند. به غیر از جمعیت بومی آمریکا، به‌طور کلی همه آمریکایی‌ها یا اجدادشان در پنج قرن گذشته به آمریکا مهاجرت کرده‌اند. با وجود ترکیب چند قومی آن، فرهنگ مشترک اکثر آمریکایی‌ها به عنوان فرهنگ غالب آمریکا، فرهنگ غربی تا حد زیادی از سنت‌های مهاجران اروپای غربی و شمالی ترکیب شده را می‌توان اشاره کرد.
علاوه بر این آمریکایی‌ها و مردمان با تبار آمریکایی ایالات متحده در سطوح بین‌المللی و در سایر کشورها زندگی می‌کنند. همان‌طور که بسیاری از آنان در کشورهای قاره آمریکای لاتین، شمالی، اروپا و نیز آسیا و اقیانوسیه پراکنده شده‌اند که برآورد مهاجرین آمریکایی چیزی در حدود سه تا هفت میلیون نفر تخمین زده می‌شود، در خارج از کشور زندگی می‌کنند و به عنوان آمریکایی‌های دور از وطن شناخته می‌شوند.

## نگارخانه

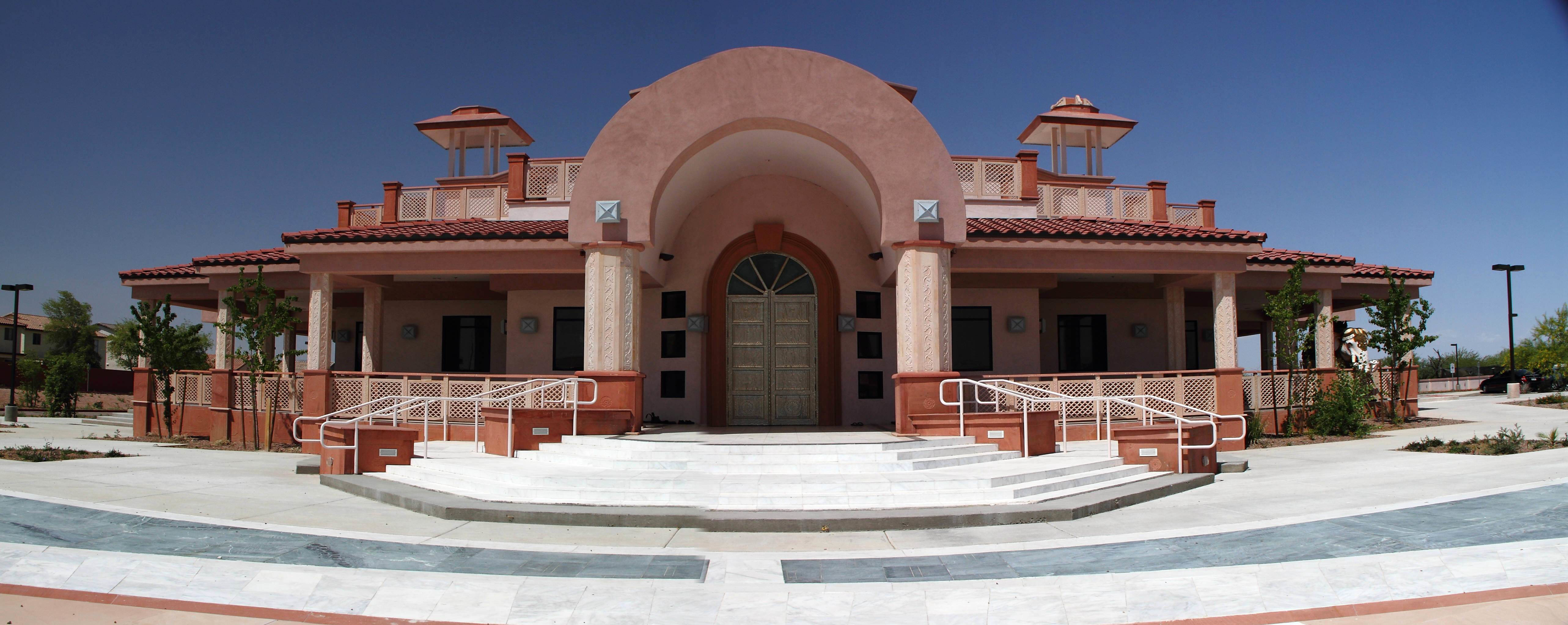
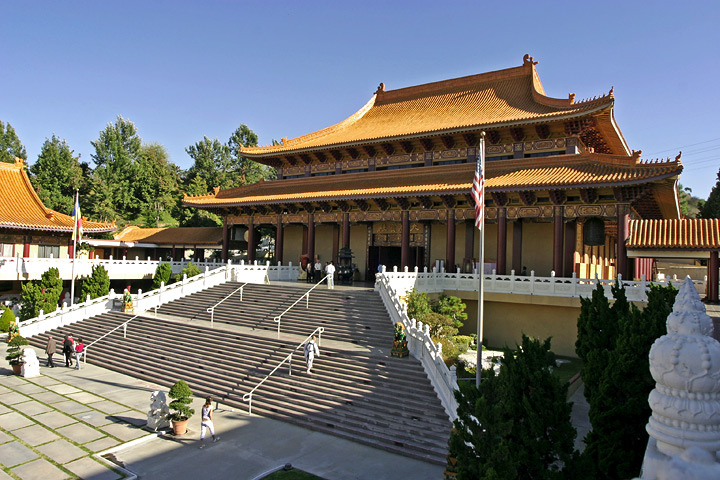
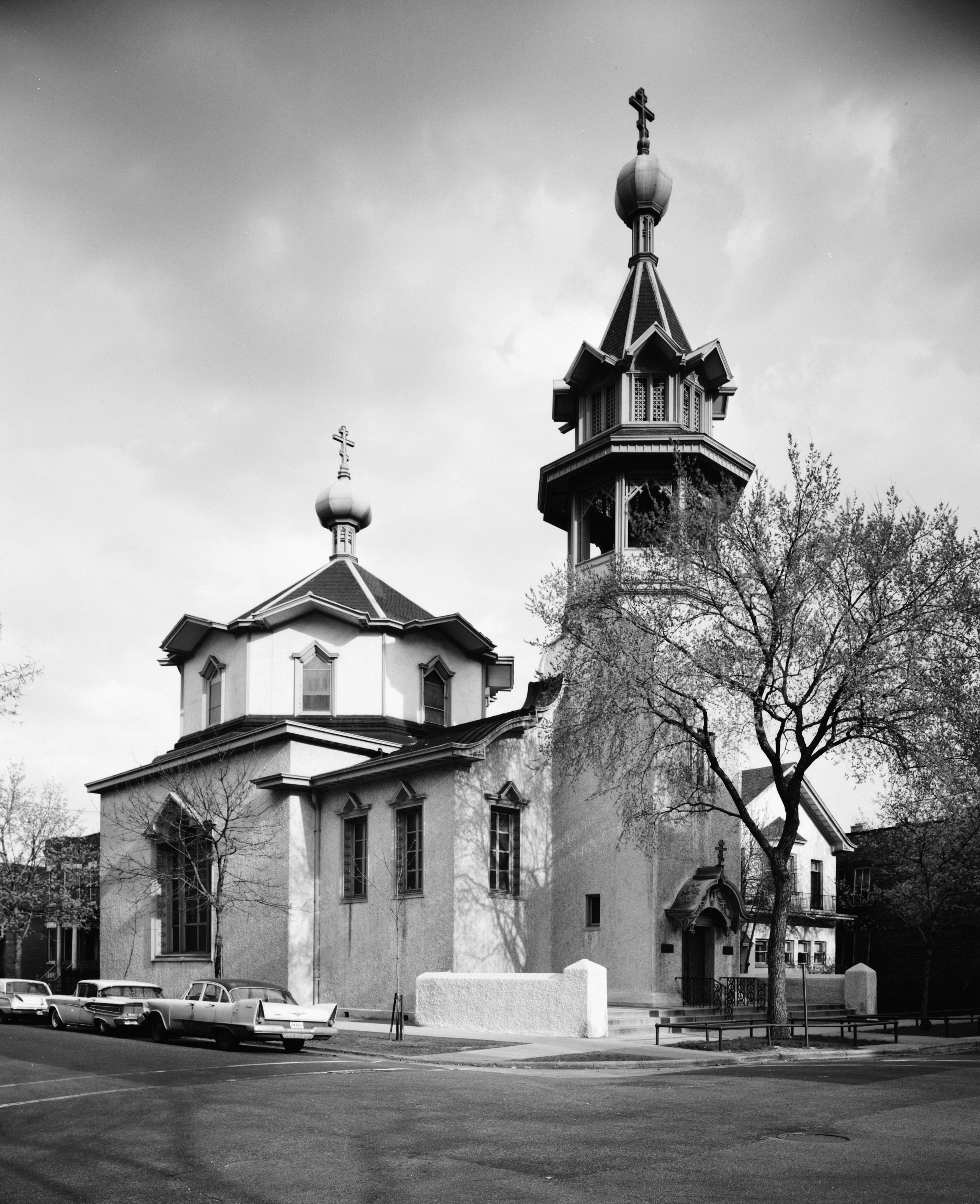
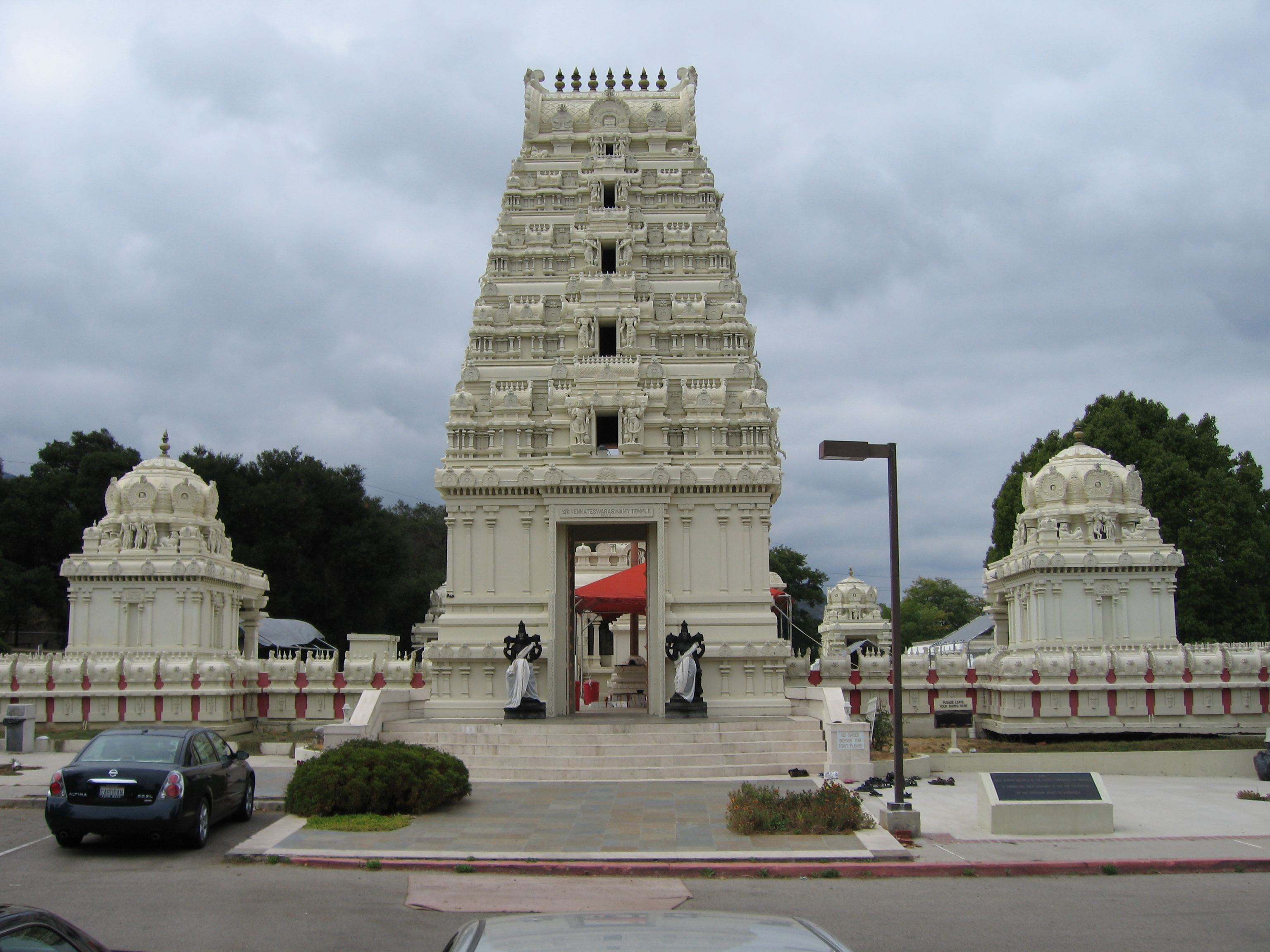
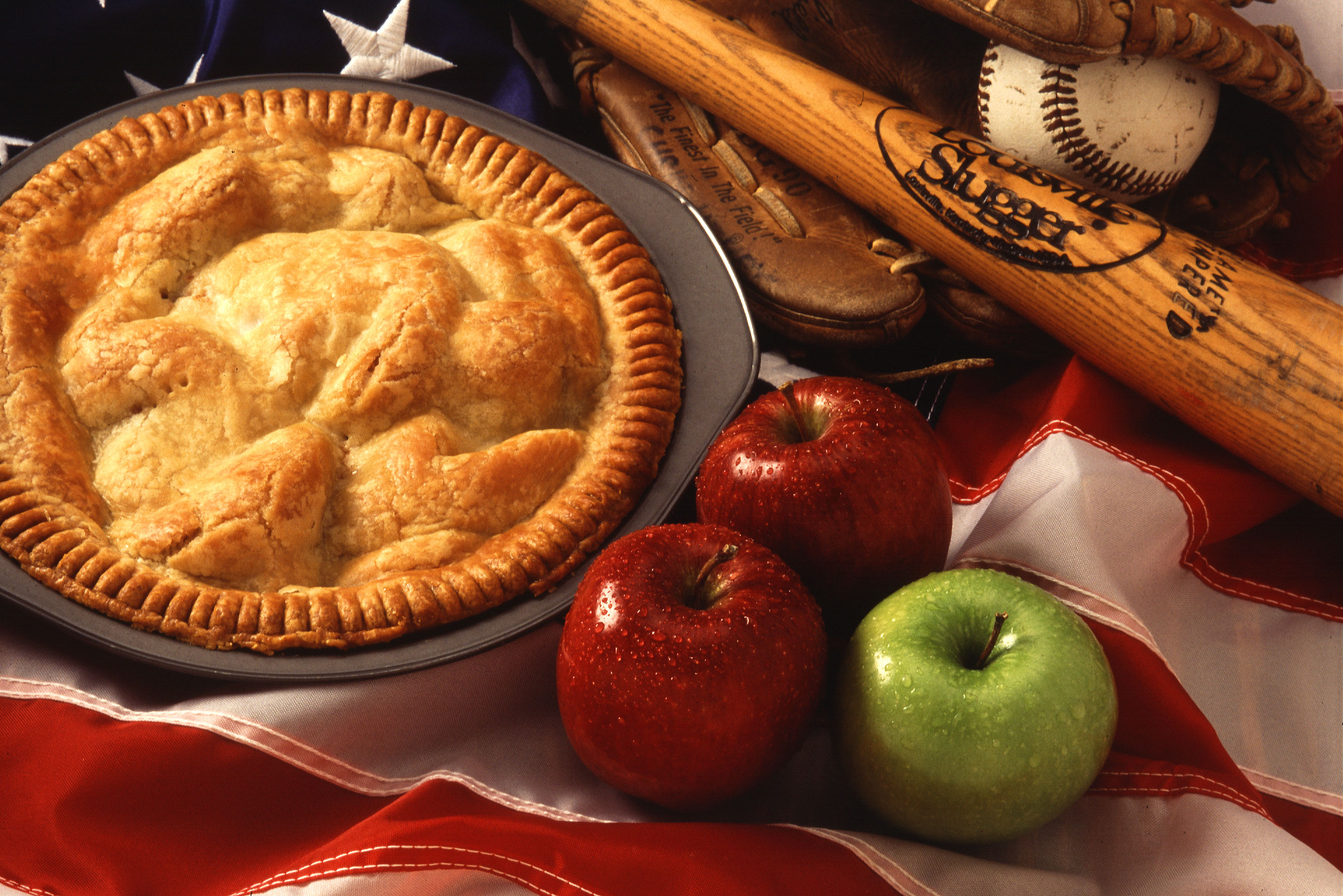
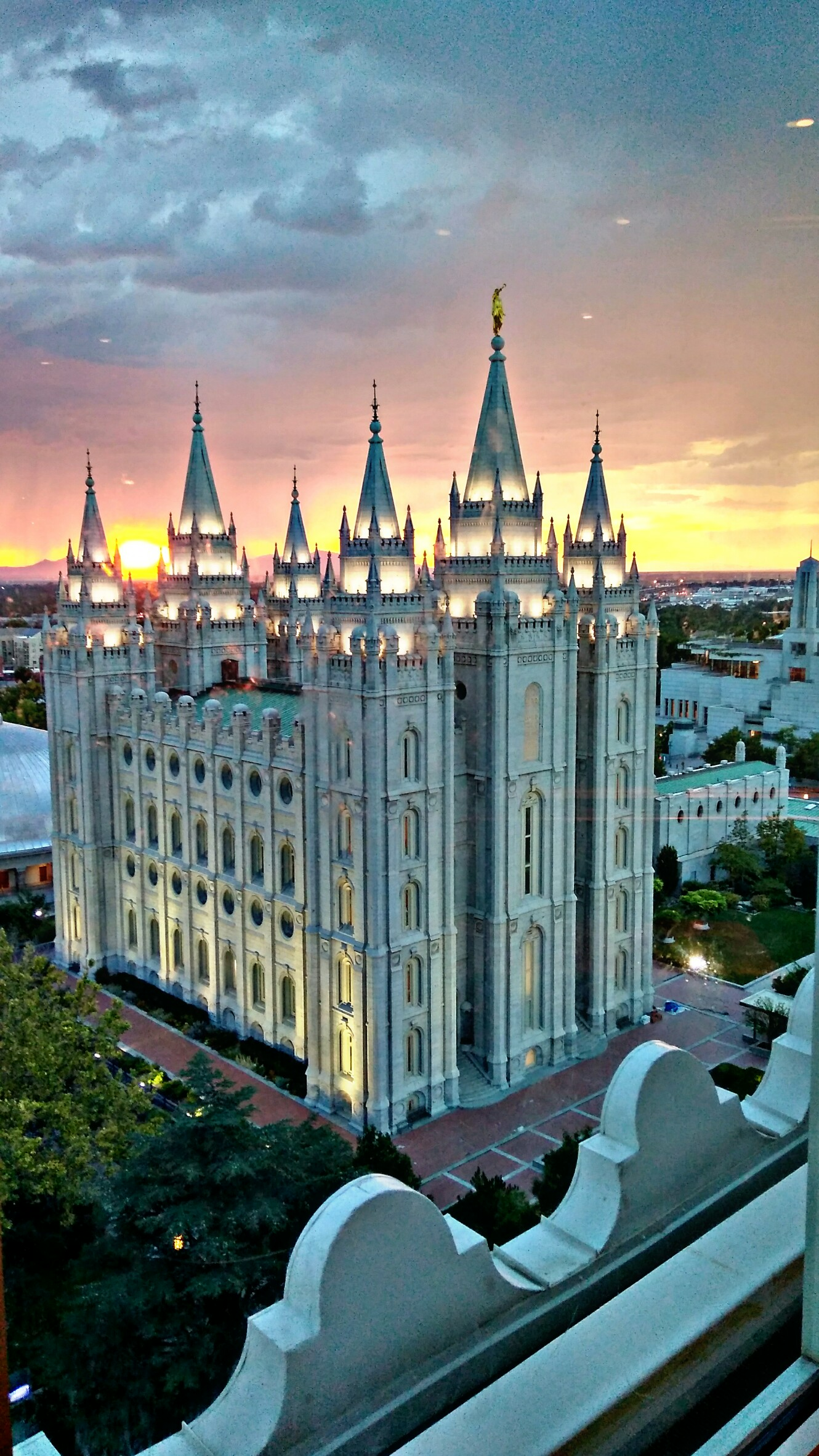
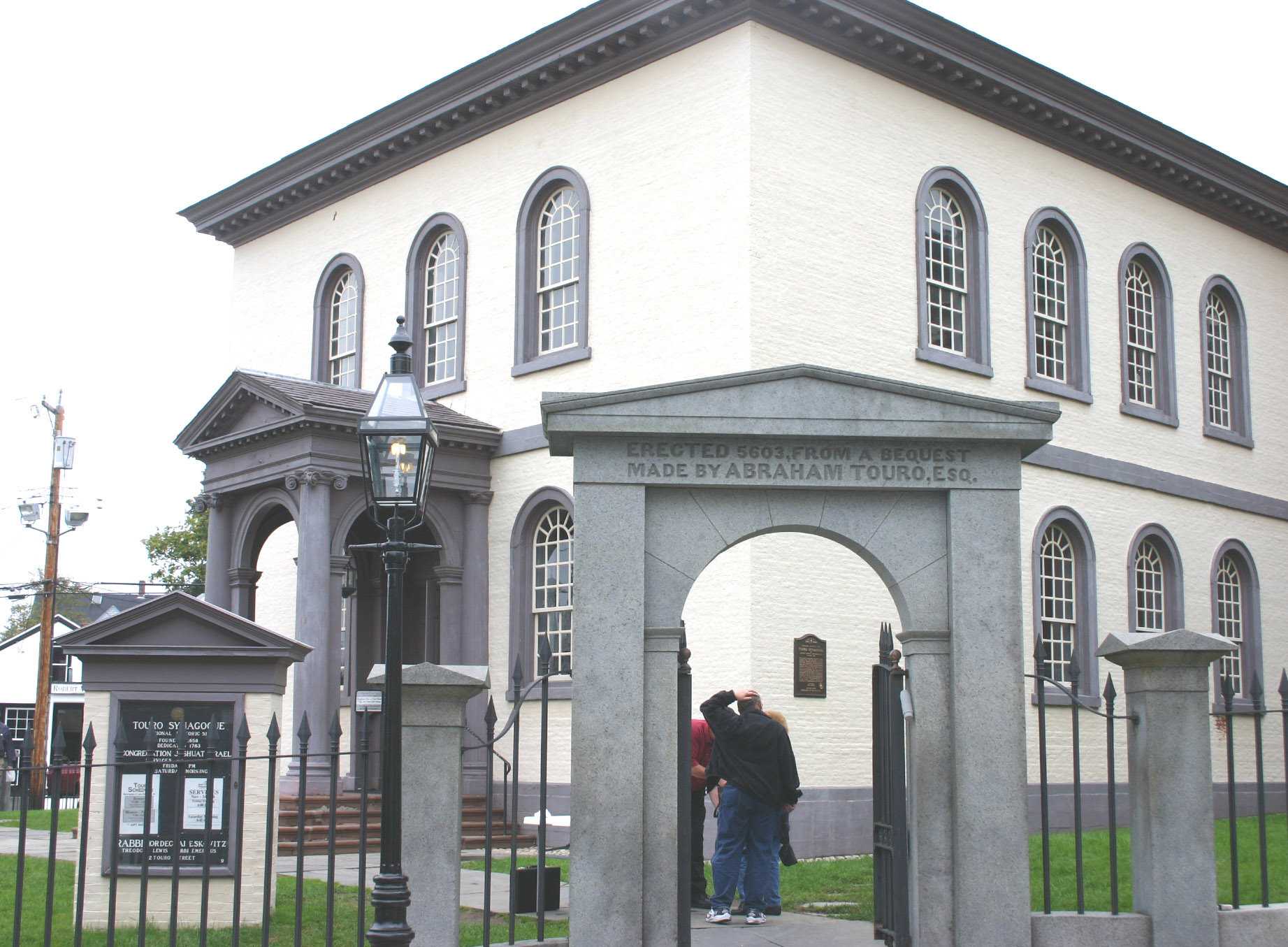
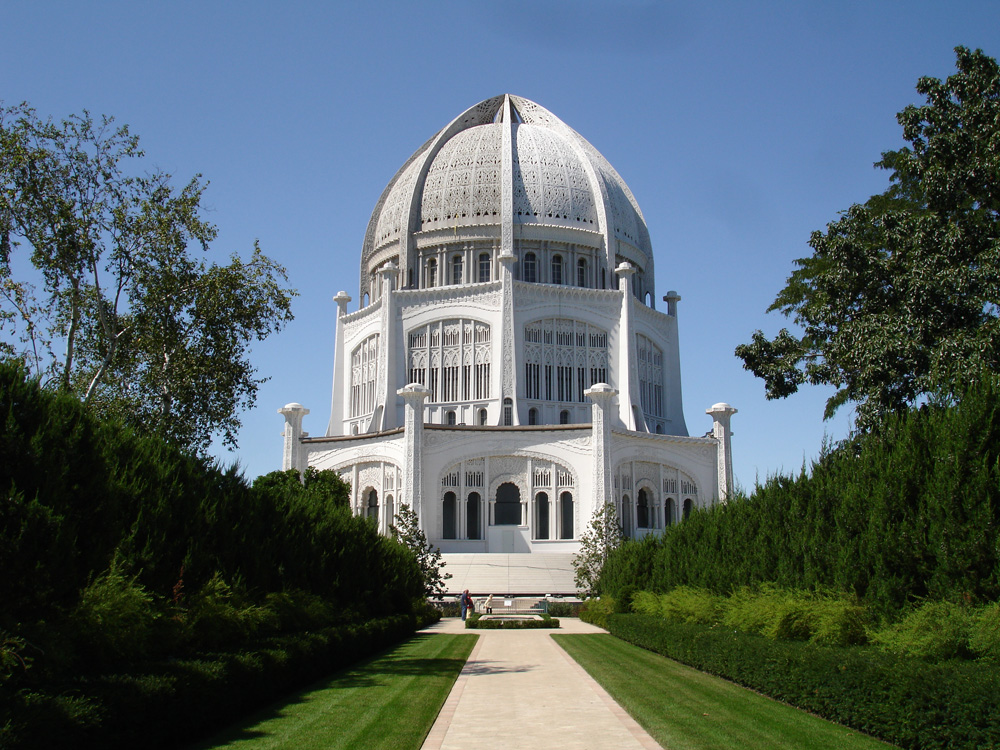
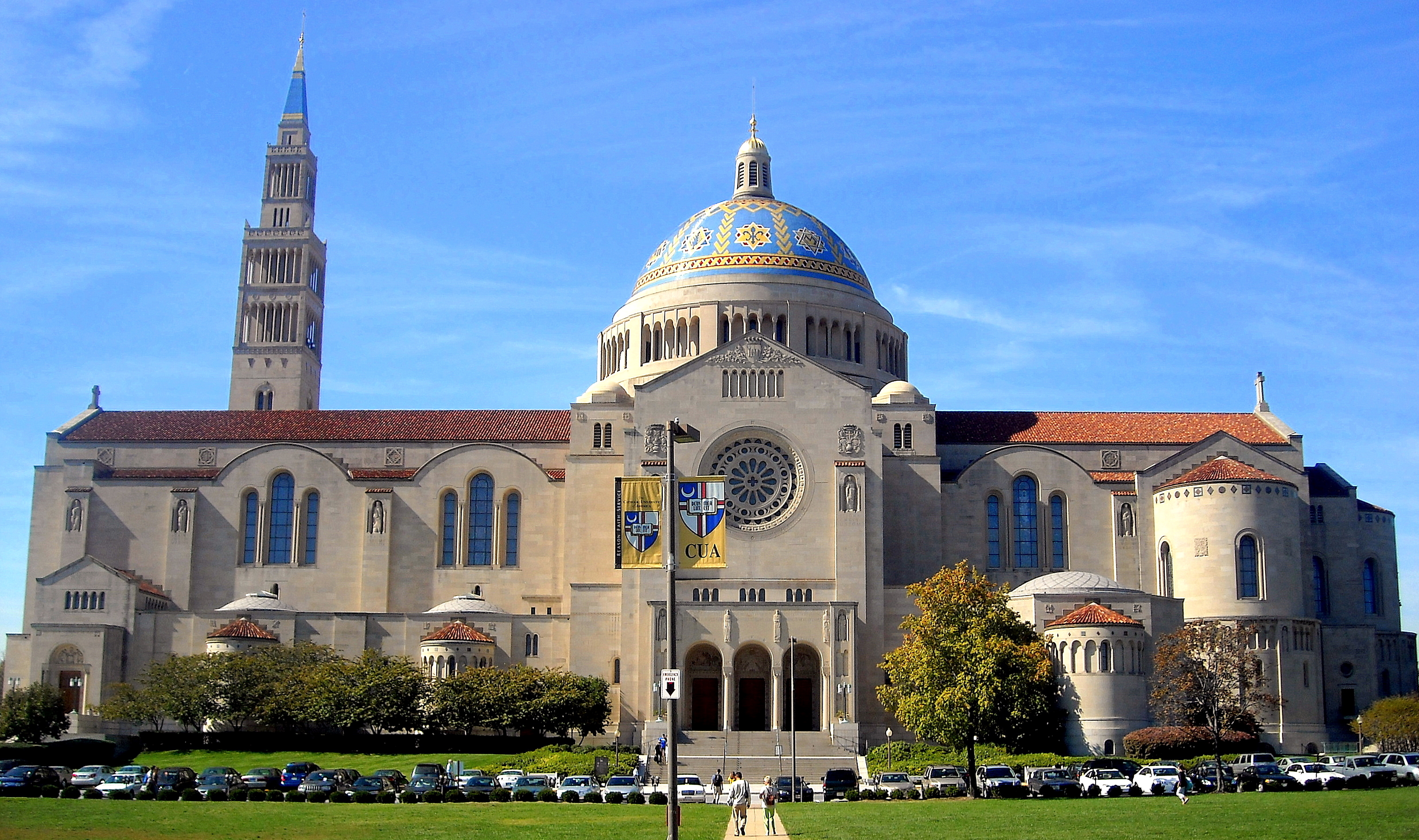
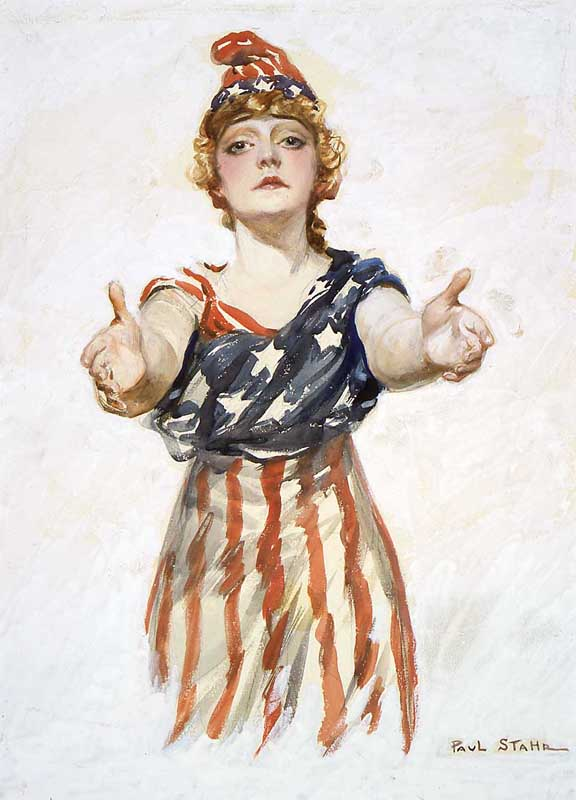
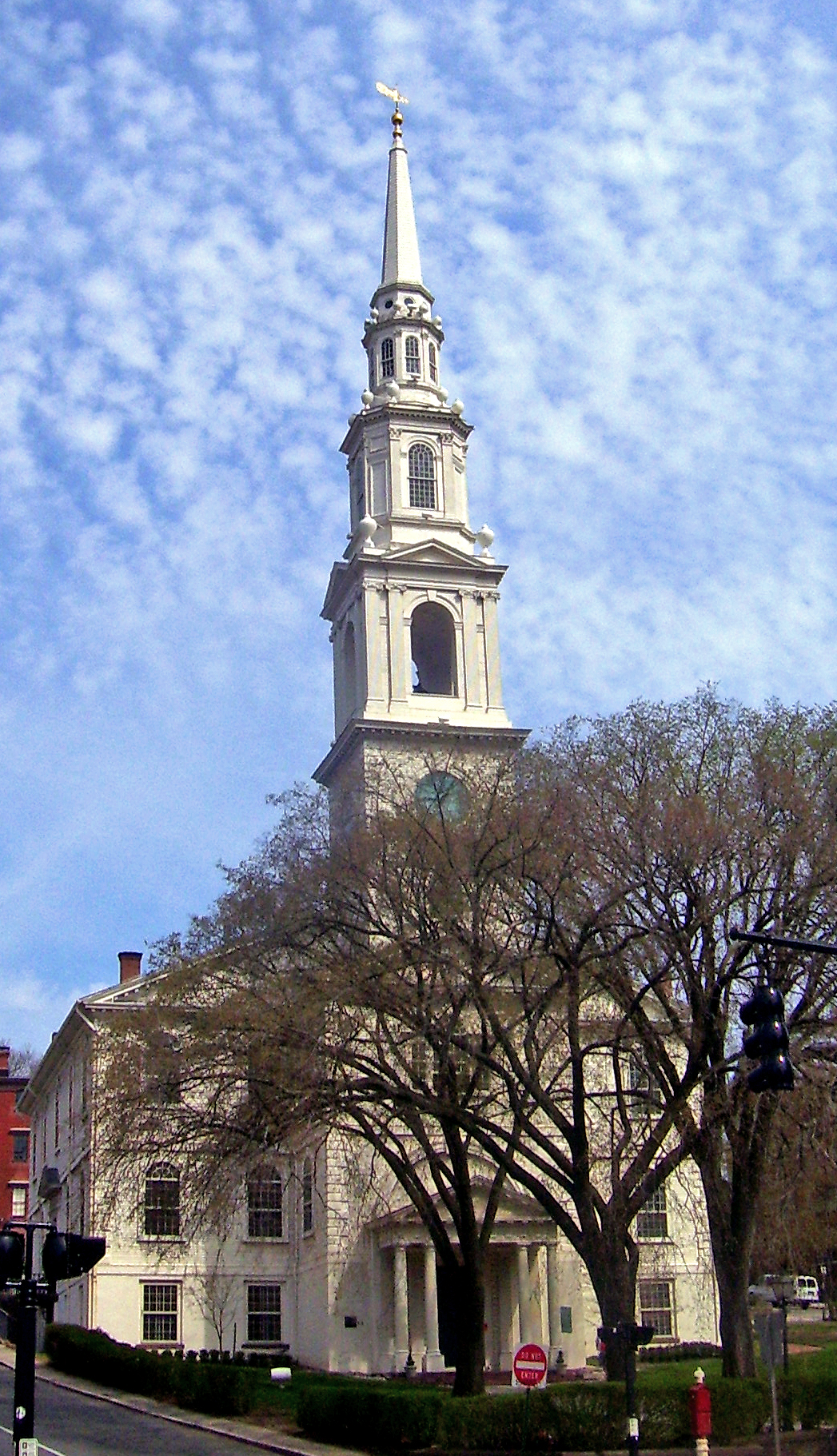
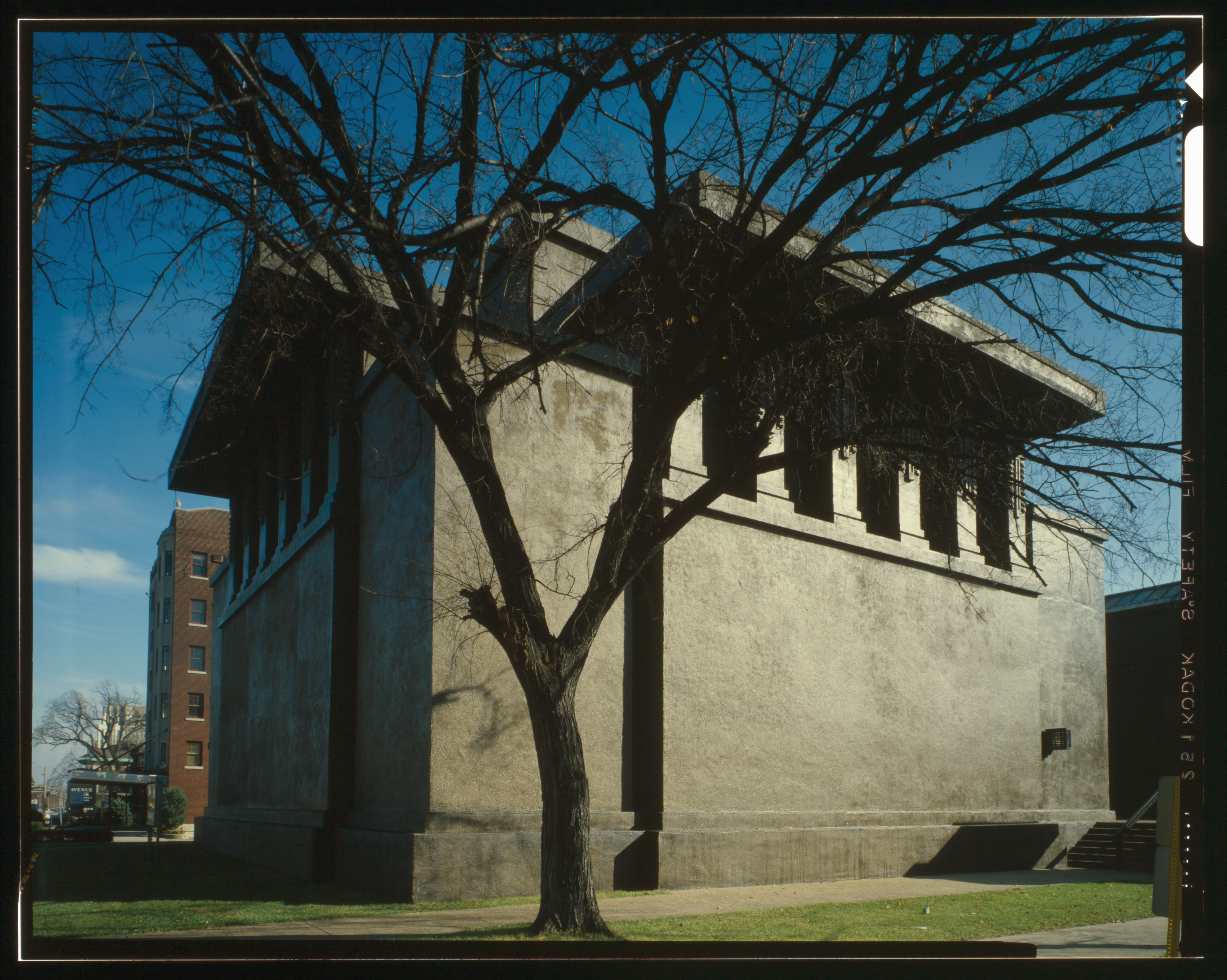
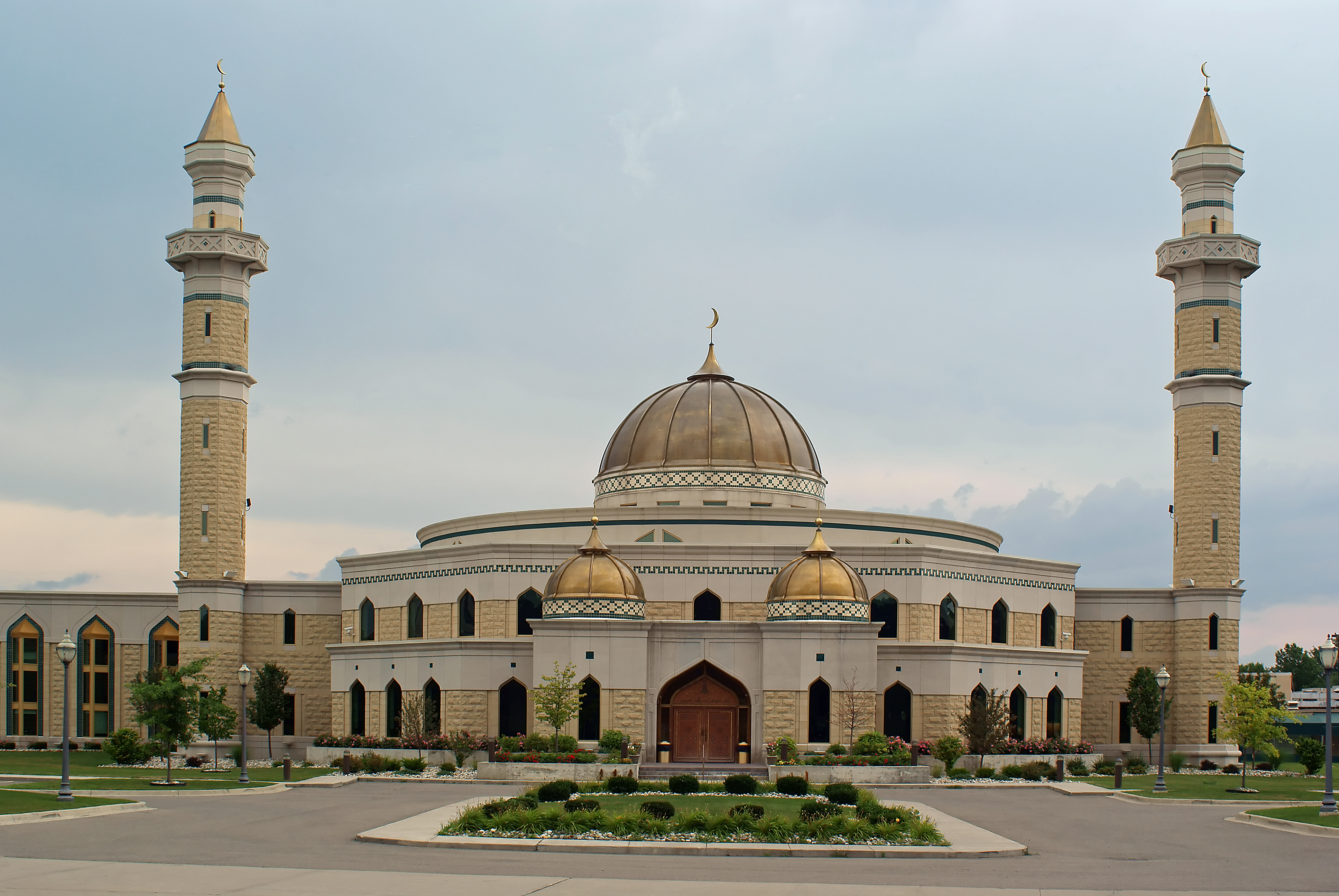